# Мала индијска пчела
Apis florea - Мала индијска пчела је друштвена пчела којој је домовина Индија (југоисточна Азија). Ова врста гради саће од само једног саћа на отвореном месту, у жбуњу и сл, али се на саћу налазе разне ћелије: радиличке, трутовске и матичњаци у облику жира. Добро брани своје гнездо. Размножавање друштава врши се ројењем. Када у природи понестане хране, ова врста напушта стари крај у потрази за бољом пчелињом пашом. Врло је слична врсти Apis indica F. (индијска пчела).